# ЗИС-101
ЗИС-101 — советский семиместный автомобиль высшего и представительского класса с кузовом «лимузин», выпускавшийся на Заводе им. Сталина (Москва) в 1936—1941 годах.

## Предыстория
Созданию ЗИС-101 предшествовала разработка семиместного представительского лимузина «Ленинград-1» (Л-1) заводом «Красный Путиловец» по указанию ВАТО (Всесоюзного автотракторного объединения). На «Красном Путиловце» в начале тридцатых как раз был снят с производства устаревший трактор Fordson, соответственно, высвободились производственные площади.

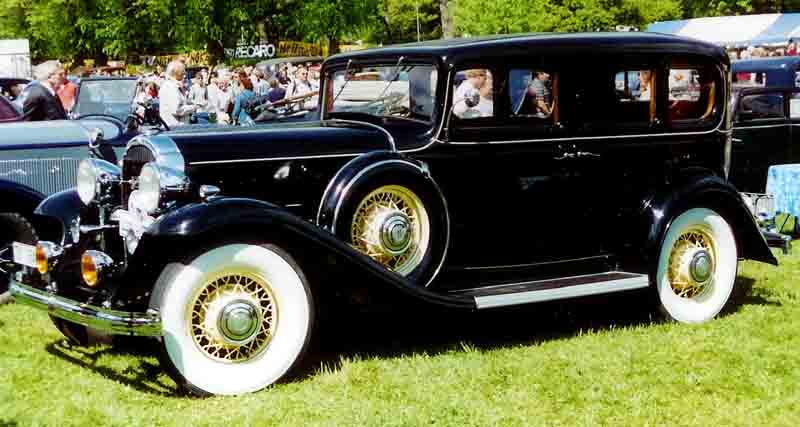
Buick 1932 года, копией которого был советский Л-1, предшественник ЗИС-101

Это была практически точная копия автомобиля Buick-32-90, который по американским меркам относился к высшему-среднему классу (выше большинства марок, но ниже таких, как Cadillac или Packard).
В 1933 году ленинградцы изготовили шесть автомобилей Л-1. У него были сдвоенные карбюраторы с автоматическим управлением подачей воздуха, термостат, автоматически открывающий и закрывающий створки жалюзи радиатора, регулировка жёсткости рычажных амортизаторов с места водителя.
Помимо «Красного Путиловца», к производству первой партии Л-1 были привлечены и другие смежные предприятия, в их числе ленинградские «Красный Треугольник», «Вулкан», карбюраторный и много других. «Красный Путиловец» имел достаточно производственных мощностей и площадей: для перехода к полномасштабному производству требовалось 150 миллионов вложений (по сравнению с 400 млн для строительства нового завода). «Все заготовительные цехи, а также более 80 % оборудования механосборочных цехов тракторного отдела легко приспосабливались под автостроение». Опыта в машиностроении у путиловцев было не меньше, чем у москвичей. Успешно, без поломок, прошёл и автопробег до Москвы и обратно. Тем не менее, доработку Л-1 передали на московский «ЗИС», а «Красный Путиловец» сохранил свою специализацию в тракторо-, корабле- и танкостроении.
На заводе «ЗИС» на основе этого автомобиля была создана модель ЗИС-101. Работами руководил Евгений Иванович Важинский.

## История создания

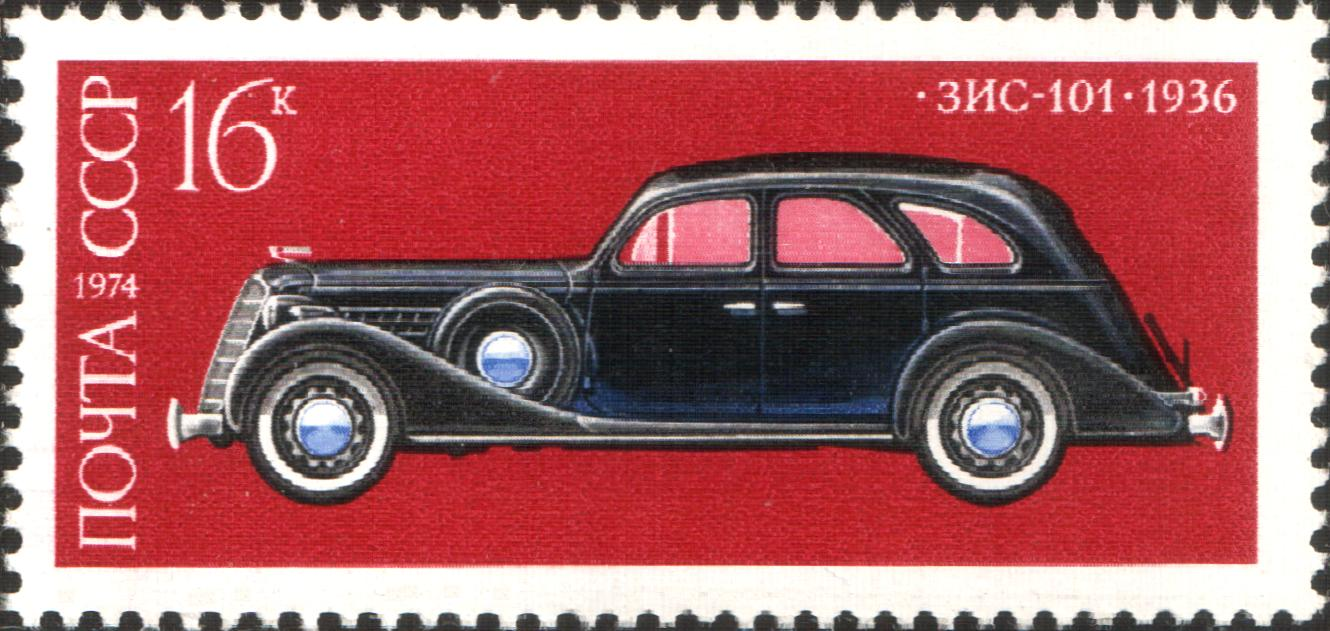
Почтовая марка СССР (1974)

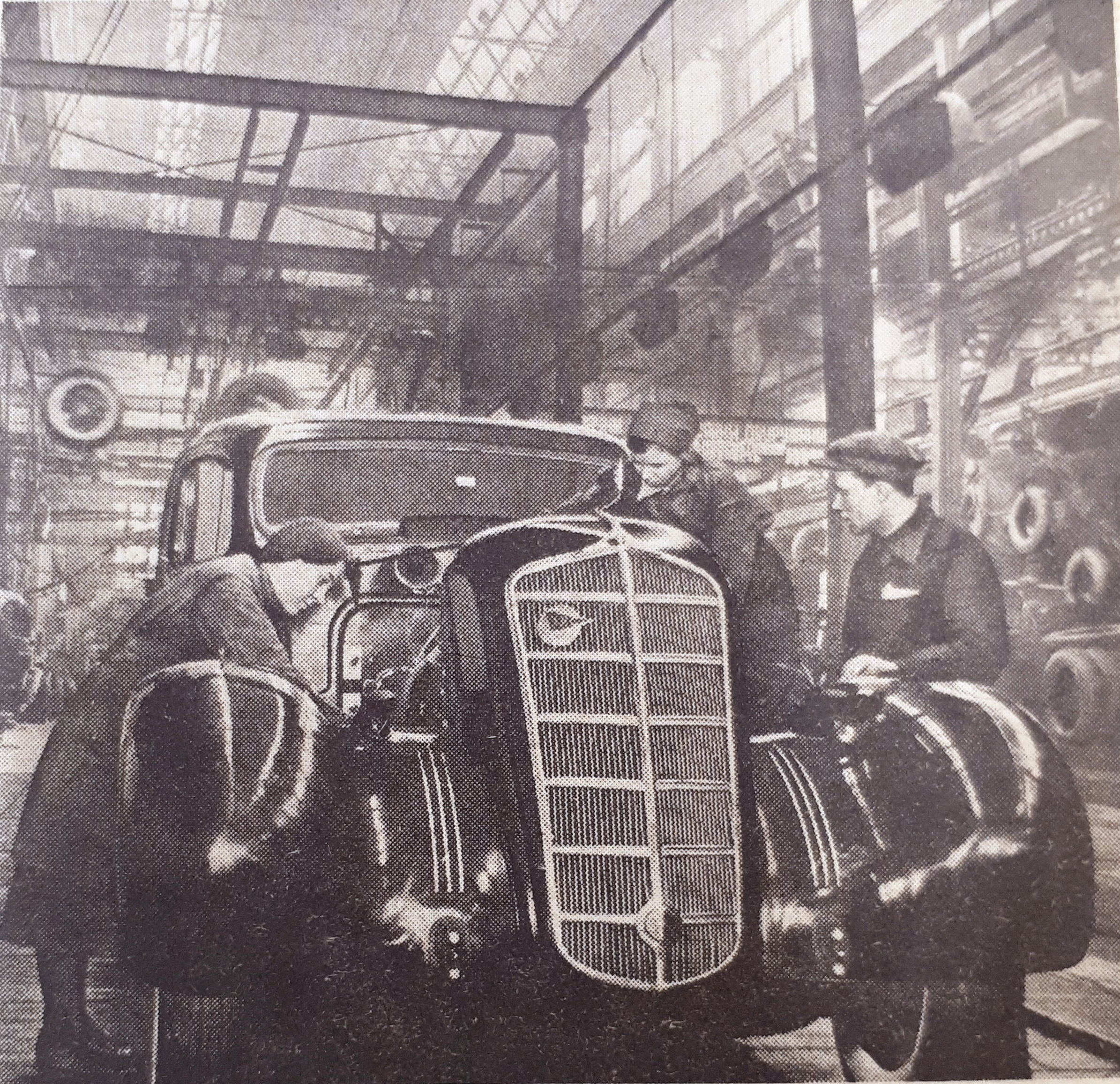
Сборка машины ЗИС-101 на стахановском комсомольско-молодёжном участке московского Завода имени Сталина.

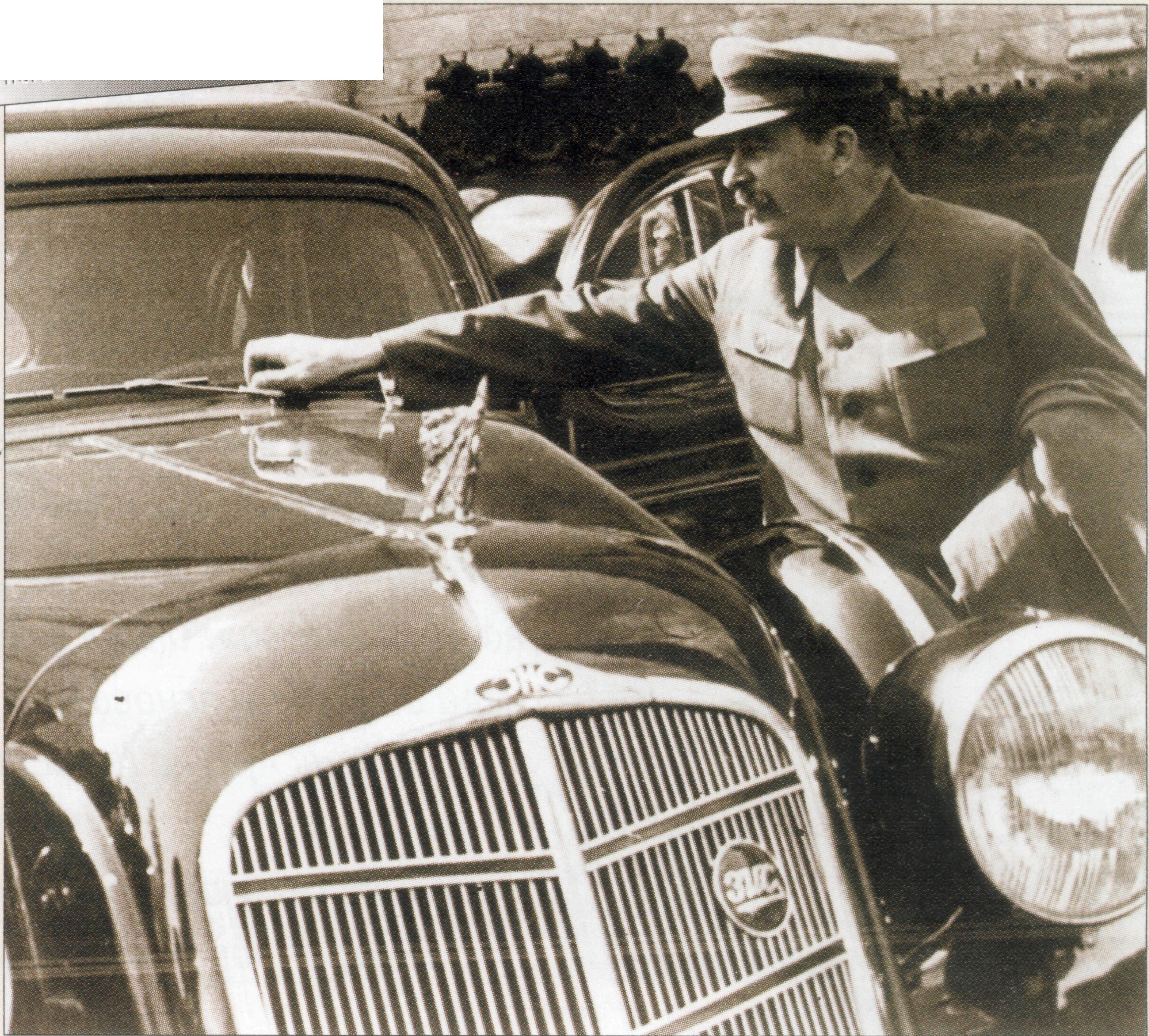
Сталин у автомобиля ЗИС-101

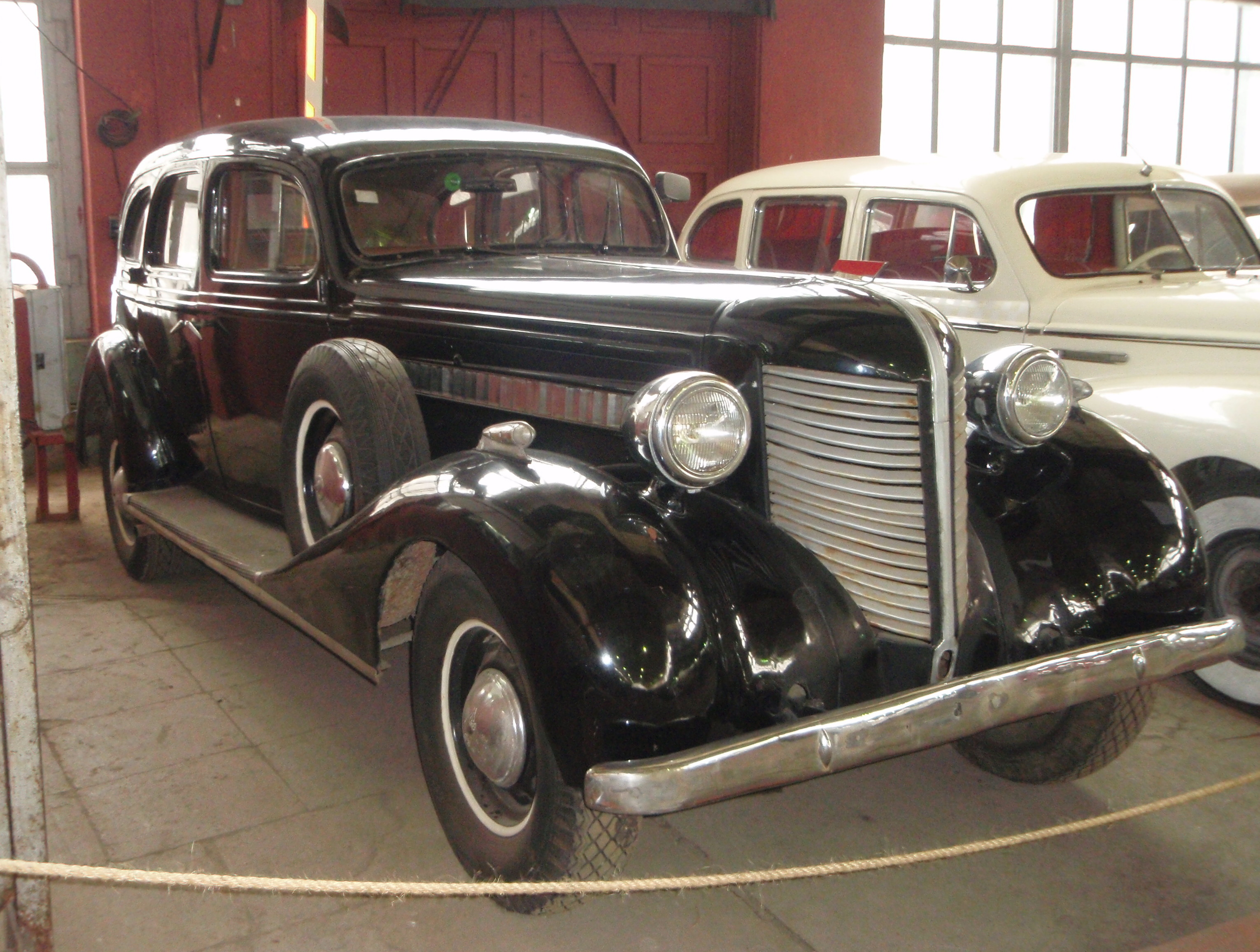
ЗИС-101А 1939 года в московском музее ретроавтомобилей

В основе конструкции ЗИС-101 всё же остались «Бьюики» моделей 1932—1934 годов, в частности, от них автомобиль унаследовал весьма совершенный по тем временам верхнеклапанный (OHV) восьмицилиндровый мотор Buick 345 в его метрическом варианте; некоторые конструктивные решения были также позаимствованы у моделей фирмы «Паккард» — например, рулевое управление и задняя подвеска.
Так как кузов «Бьюика» уже не соответствовал моде середины 1930-х годов, понадобилось заново спроектировать и его. Эту работу поручили американскому кузовному ателье «Бадд» (Budd Company), которое на основе советских эскизов спроектировало элегантный и внешне современный для тех лет кузов, а также поставило всю необходимую для серийного производства оснастку. Это обошлось государству в полмиллиона долларов и заняло 16 месяцев.
В журнале «За рулём» за 1934 год был показан ранний прототип автомобиля, который имел кузов типа «седан» (не «лимузин») с выступающим багажником, внешне копировавший (что и отмечалось в статье) «Бьюик» модели 1934 года, причём утверждалось, что автомобиль будет выпускаться именно в таком виде и с этим типом кузова. Тем не менее, в серию автомобиль пошёл с существенно изменённым оформлением и кузовом «лимузин».
Первые опытные образцы (два автомобиля) были изготовлены весной 1936 года, 29 апреля 1936 года в Кремле опытные образцы были показаны Секретарю ЦК ВКП(б) И. В. Сталину. Конвейерная сборка началась с 18 января 1937 года.
В 1936 году в Москве был создан 13-й таксомоторный парк, укомплектованный 55 автомобилями ЗИС-101. В отличие от правительственных, они имели расцветку синюю, голубую и жёлтую. С 1938 года автомобили ЗИС-101 из 13-го таксомоторного парка стали выходить на маршруты, связывающие вокзалы, аэропорты и основные транспортные магистрали, а также города Ногинск и Бронницы с Москвой. Эксплуатировались такие такси и в других городах. К примеру, в 1939 году в Минске насчитывалось три такси ЗИС-101.

## Конструкция и характеристики
Автомобиль имел отопитель салона, радиоприёмник, термостат в системе охлаждения двигателя, гаситель крутильных колебаний вала двигателя, двухкамерный карбюратор, вакуумные сервоусилители сцепления и тормозов. Трёхступенчатая коробка передач, впервые в отрасли, имела синхронизаторы на II и III передачах. Подвеска всех колёс зависимая, на продольных рессорах, тормоза — барабанные, с механическим приводом, и вакуумным усилителем.

## Модернизация
В 1939 году автомобиль был модернизирован на основании выводов, сделанных комиссией во главе с академиком Е. А. Чудаковым.
Модернизированный автомобиль получил обозначение ЗИС-101А. Главным отличием был кузов с более современным оформлением, вопреки распространенному мнению о цельнометаллической конструкции, каркас кузова остается деревянным. Другие отличия включали форсированный до 116 л. с. двигатель с алюминиевыми поршнями и новым карбюратором. Максимальная скорость автомобиля составила 125 км/ч. Серийный выпуск машины был прекращён 7 июля 1941 года. В начале 1941 года в единственном экземпляре был изготовлен автомобиль ЗИС-101Б, который отличался от ЗИС-101А выступающим багажником, прямоугольной формой приборов на панели и хромированным кольцом звукового сигнала на руле.

## Модификации
В конце 1937 года была разработана модификация с открытым кузовом «фаэтон» — ЗИС-102. Передние и задние двери открывались по ходу машины (на ЗИС-101 задние двери открывались против хода). ЗИС-102 окрашивался только в серо-серебристый цвет, салон обивался тёмно-синей кожей. В течение 1938 года было выпущено 8 автомобилей ЗИС-102.
В январе 1939 года было выпущено 2 автомобиля ЗИС-102 с кузовом «кабриолет», окрашенные в тёмно-вишнёвый цвет, салон был обит тёмно-красной кожей (отдельного индекса эти автомобили не получили). В августе 1939 года был изготовлен единственный экземпляр модернизированного «фаэтона» ЗИС-102А, имевшего аналогичные ЗИС-101А двигатель и облицовку радиатора. Этот автомобиль участвовал в параде на Красной площади 1 мая 1941 года. Сохранилась его фотография, сделанная в 1949 году в Краснодарском крае. Так же было выпущено 2 автомобиля ЗИС-101Э («Экстра») — бронированный (толщина стёкол 70 мм). В 1939 году на базе ЗИС-101А был создан спортивный автомобиль ЗИС-101А-Спорт. Кроме того, малыми сериями выпускались модификации для такси и службы «скорой помощи».
На агитационной установке на базе ЗИС-101 в 1942 году работал писатель Юрий Нагибин, инструктор 7-го отдела (психологическая война) политуправления Волховского фронта. В 1942 году создана мобильная звукозаписывающая установка на ЗИС-101 для ленинградского радио с трофейной немецкой магнитофонной аппаратурой.
В 1949 году завод «Аремкуз» построил на шасси ЗИС-101А партию из 30 санитарных автомобилей, получивших индекс АКЗ-4.
Существовали также единичные экземпляры ЗИС-101 с шестицилиндровыми двигателями Packard и Studebaker. После войны, по рекомендации завода изготовителя, при капитальном ремонте автомобилей ЗИС-101, ремонтные заводы устанавливали на них двигатели от грузового Studebaker US6, а также двигатели ГАЗ-51, ЗИС-110 и ЗИС-120.
- ЗИС-101 и ЗИС-101А представлены в экспозиции  Музея автомобильной техники УГМК[6].